# EPSXe
Az ePSXe (enhanced PSX emulator, azaz javított PSX emulátor) egy PlayStation emulátor x86-alapú PC hardverre, Microsoft Windows vagy Linux operációs rendszerekhez. Az emulátor három, "Calb", "_Demo_" és "Galtor" álnéven ismert szerző műve.
Az ePSXe egy zárt forrású szoftver, ez alól kivétel a pluginok, azaz beépülő modulok írására szolgáló API.

## Történet
A programot kezdetben kb. egy fél éven át titokban, a nyilvánosságtól elzártan fejlesztették. Mikor 2000. október 14-én megjelent, az ePSXe forradalmi újdonságnak számított a PSX emulációs szoftverek terén, mivel magasabb kompatibilitást és teljesítményt mutatott fel, mint más PlayStation emulátorok ebben az időben.
2003. augusztus 5-én, az ePSXe 1.6.0 verziójának megjelenése után úgy tűnt, hogy a fejlesztés megtorpant, ekkor terjedt el a rémhír, hogy merevlemez-hiba miatt elveszett a program forráskódja. Azonban 2008. április 5-én az ePSXe fejlesztői nyilvános bejelentést tettek, miszerint 2007 nyarán a felhasználók buzdítására elhatározták, hogy folytatják az emulátor fejlesztését. Ezt követően 2008. május 24-én megjelent az ePSXe 1.7.0 verziója, majd 2012-ben elkészült az emulátor Android operációs rendszer alatt futó verziója, és megjelent az 1.8.0 verzió.

## Kialakítás
A modern emulátorok többségéhez hasonlóan az ePSXe is pluginokat használ a GPU, SPU (hangprocesszor) és a CD-ROM meghajtó emulálására. Ezt a modellt elsőként a PSEmu Pro alkalmazta. A játékokat a számítógép CD-jéről vagy merevlemezéről lehet betölteni, különböző CD-kép formátumok használatával.
A foltozási (patching) funkció lehetővé teszi a felhasználók számára javítások használatát. A nem megfelelően működő vagy éppen el sem induló játékokat javítani lehet ePSXe patch / foltozó fájlok (.ppf) segítségével. Nem minden ilyen játékhoz van patch.
A néhány létező egyéb PlayStation emulátorral ellentétben, amelyek magas szintű emulációt alkalmaznak a PlayStation BIOS működésének utánzására, az ePSXe valamelyik hivatalos Sony PlayStation BIOS képet használja. Mivel a különböző PlayStation BIOS-ok jogainak tulajdonosa a Sony, ezért azok terjesztése illegális. Emiatt az ePSXe szoftver nem tartalmaz semmilyen PlayStation BIOS képet, azt a felhasználónak külön kell megszereznie (pl. kinyernie egy legálisan birtokolt PlayStationből) és az emulátorhoz hozzátennie.

### Rendszerkövetelmények
Az ePSXe futtatásához szükséges követelmények:
- processzor: Pentium 200 MHz, ajánlott: Pentium 3, 1 GHz
- RAM: 256 MB RAM, ajánlott: 512 MB RAM
- videókártya: 3D-képes, OpenGL, DirectX vagy Glide támogatással
- operációs rendszer: Windows, Linux
- CD-ROM: 16x vagy gyorsabb (opcionális)

### Pluginek
- GPU: A GPU pluginek többsége ingyenes vagy nyílt forráskódú, Direct3D, OpenGL vagy Glide API felületet használ.
- SPU: A SPU pluginek a zenét és egyéb hanghatásokat emulálják, több-kevesebb sikerrel; a minőség függ a használt plugintól és azok beállításaitól.
- CD-ROM: Az ePSXe szoftverhez tartozik egy alap CD-ROM plugin; továbbiak is rendelkezésre állnak, ezek között van amelyik akár hét különböző olvasási módot is képes emulálni.
- Vezérlés: Az alap plugin már elég a működéshez, de továbbiak is léteznek, ezek általában bővített funkcionalitást nyújtanak.

### Kompatibilitás
Az ePSXe legfrissebb, 1.7.0 számú verziója a legtöbb Playstation játékot képes jól futtatni, azonban kevés játék fut azonnal hibátlanul alapos konfigurálás és próbák nélkül.
A nem megfelelően működő játékokhoz folt v. patch készülhet, ezzel a segítséggel kiküszöbölhetőek a programfuttatás hibái; azonban sajnálatos módon kevés játékhoz készült ilyen patch.
A felhasználók gyakran az ePSXe 1.5.2-es verzióját használják és kerülik az 1.6.0. változatot, ez a verzió ugyanis sok kellemetlenséget okozott a felhasználóknak, akik inkább visszatértek a korábbi jól működő változathoz. Az 1.7.0. verzió javította az 1.6.0. legtöbb hibáját.
A játékok kompatibilitását, játszhatóságát a hivatalos oldal nem közli. A felhasználók maguk tesztelik a játékokat és az eredményeiket különböző, általában emulált játékokkal foglalkozó fórumokon teszik közzé.